# Zwarte bramenvlekmot
De zwarte bramenvlekmot (Coptotriche heinemanni) is een vlinder uit de familie vlekmineermotten (Tischeriidae). De wetenschappelijke naam is voor het eerst geldig gepubliceerd in 1871 door Wocke.
De soort komt voor in Europa.